# Harry Ashmore
Harry Scott Ashmore (Greenville, Carolina do Sul, 28 de julho de 1916 — Santa Bárbara, Califórnia, 20 de janeiro de 1998) foi um jornalista americano que recebeu o Prêmio Pulitzer por seus editoriais sobre os conflitos de integração racial ocorridos em 1957 em Little Rock, no Arkansas. Foi também editor-chefe da Encyclopædia Britannica de 1960 a 1963 e, depois, diretor de pesquisa editorial.

## Biografia
Harry nasceu em Greenville, South Carolina, 18 de Julho de 1916. Ele andou no Greenville High School e no Clemson Agricultural College,ele foi graduado com uma licenciatura em ciência-geral, em 1937. Ele mostrou muita habilidade quando era novo no jornalismo, tendo trabalhado como editor dos jornais estudantis, da Greenville High School e College Clemson.
Depois da formatura, Harry trabalhou como repórter de um jornal, em primeiro lugar no Greenville Piedmont, e depois no Greenville News.
Em 1940 Harry casou com Barbara Edith Laier, uma professora de educação física do Furman University. Harry foi aceite para uma bolsa de "Neiman" na Universidade de Harvard em 1941. Quando os Estados Unidos entraram na Segunda Guerra Mundial em Dezembro de 1941, Harry deixou a Universidade de Harvand para se juntar ao Exército dos Estados Unidos, e serviu como oficial de operações (alcançando o posto de tenente-coronel), com o nonagésimo quinto Divisão de Infantaria, por parte dos Estados Unidos.
Depois da guerra, Harry Ashmore se tornou o escritor de editoriais do Charlotte News (em Charlotte, na Carolina do Norte.

## Arkansas Gazette
Em 1947, Harry foi recrutado para ser o escritor de editoriais do Arkansas Gazette em Little Rock, Arkansas.
Ele logo se tornou o editor executivo do jornal e ele "ganhou" uma reputação como um pensador moderado-à-liberal.
Em 1951 o governador Sid McMath de Arkansas convida Harry para falarem sobre a Associação dos Governadores do Sul,(em inglês: Southern Governors' Association)
Os governadores do sul, quando se reuniu em Hot Springs, Arkansas . Harry conversou com os governadores sobre os direitos civis (um assunto controverso nos estados do sul), sobre  jornais dos Estados Unidos, o discurso reproduzido ou trechos dele.

## The Negro and the Schools
Harry escreveu seu primeiro livro, dos onze livros em 1954. The Negro and the Schools (em portugues: O Negro e as Escolas), foi um relatório/livro da Fundação Ford da segregada educação no sul dos EUA.